# Swędkowo
Swędkowo – wieś w Polsce położona w województwie warmińsko-mazurskim, w powiecie elbląskim, w gminie Godkowo.
W latach 1975–1998 miejscowość administracyjnie należała do województwa elbląskiego.